# Faza analna
Faza analna – faza rozwoju psychoseksualnego człowieka, następująca po fazie oralnej w wieku około 2-3 lat, gdy dziecko uczy się kontrolowania wydalania.
Źródłem energii, wg koncepcji Sigmunda Freuda przez następnych około 18 miesięcy jest odbyt oraz funkcje wydalnicze. Rodzice stawiają dziecku wymaganie, by wypróżniało się w odpowiednich porach i sytuacjach. Dziecko przez trening czystości uczy się powstrzymywania spontanicznej defekacji. 
Rygorystyczne przykładanie uwagi przez rodziców do treningu czystości np. dziecko ma zaparcia, przetrzymuje ból i napięcie (retencja (psychologia)), może skutkować rozwojem m.in. negatywizmu, uporu, skąpstwa, okrucieństwa np. sadyzmu oraz zatrzymywania ponad normę swoich myśli i rzeczy.
Łagodny trening czystości sprawia, że dziecko staje się m.in. bardziej hojne, produktywne i twórcze.
W życiu dorosłym typ osobowości analnej.